# Vym
Vym nebo Julva (rusky Вымь nebo Юлва, komijsky Ем) je řeka v Komijské republice v Rusku. Je dlouhá 499 km. Povodí řeky má rozlohu 25 600 km². Na horním toku se nazývá Emba (rusky Эмба).

## Průběh toku
Pramení na Timanském krjaži. Protéká rovinatou lesnatou krajinou z rozsáhlými bažinami. Nad ústím Jedvy překonává peřeje. Ústí zprava do Vyčegdy (povodí Severní Dviny).

### Přítoky
- zprava – Vorykva, Jedva, Požeg, Čub
- zleva – Koin, Vesljana

## Vodní režim
Průměrný roční průtok vody u vesnice Vesljana činí 196 m³/s.

## Využití
Je splavná pro vodáky. Vodní doprava je možná na dolním toku pod ústím Vesljany.